# Picciotto
Le terme sicilien picciottu (italianisé en picciotto), correspond à l'italien ragazzo, le jeune homme. Au fil du temps, l'usage a varié et il est maintenant également utilisé pour indiquer le niveau d'affiliation le plus bas dans certaines organisations criminelles italiennes de type mafieux.
Dans les provinces de Catane et de Caltanissetta, le terme « caruso » est utilisé pour désigner un jeune homme. À Messine, il est appelé « Figghiolu ».

## Au temps du Risorgimento
Au temps du Risorgimento, c'est le nom donné aux jeunes et aux moins jeunes qui ont formé les bandes siciliennes qui ont rejoint Giuseppe Garibaldi en 1860 dans l'esercito meridionale, les , pour lutter contre les Bourbons.

## Terme mafieux
Depuis le XXe siècle, il est utilisé pour désigner un membre des échelons les plus bas de l'organisation criminelle cosa nostra.

### Camorra
Dans la seconde moitié du XIXe siècle, les camorristes napolitains, qui définissaient leur organisation comme la « Société honorable » ou la « Belle Société réformée », appelaient picciotto ou  (litt. « Picciotto d'honneur ») celui qui occupait le rang hiérarchique le plus bas dans la structure. Après une année d'activité criminelle, il est devenu . L'accès au rang de Picciotto se faisait à partir du « Tamurro » précédent. Pour devenir picciotto, l'aspirant devait subir l'épreuve de la « tirata », c'est-à-dire un duel au premier sang sur le bras avec un couteau. Le grade suivant le picciotto était le « camorrista ».

### 'Ndrangheta
Dans la 'Ndrangheta, le  ou  est la première dot (valeur de mérite qui vous confère le passage de grade dans l'organisation) que vous recevez lorsque vous êtes « contrasti onorati », c'est-à-dire toutes les personnes susceptibles d'être affiliées. On devient picciotto par un rite appelé baptême à partir de l'âge de 14 ans. Au cours de ce rite, le candidat est présenté par 7 personnes, dont l'une se porte garante. La sainte patronne des picciotti est « Santa Liberata ». La dot suivante est celle de « camorrista ». Les « sopradoti » sont : le  qui effectue des tâches simples et le  s'il est particulièrement distingué.

### Sacra corona unita
Dans la Sacra Corona Unita, le Picciotto ou Picciotto d'onore est le rang hiérarchique le plus bas de la structure.
Le grade suivant après le picciotto est le « camorrista ».